# Radler

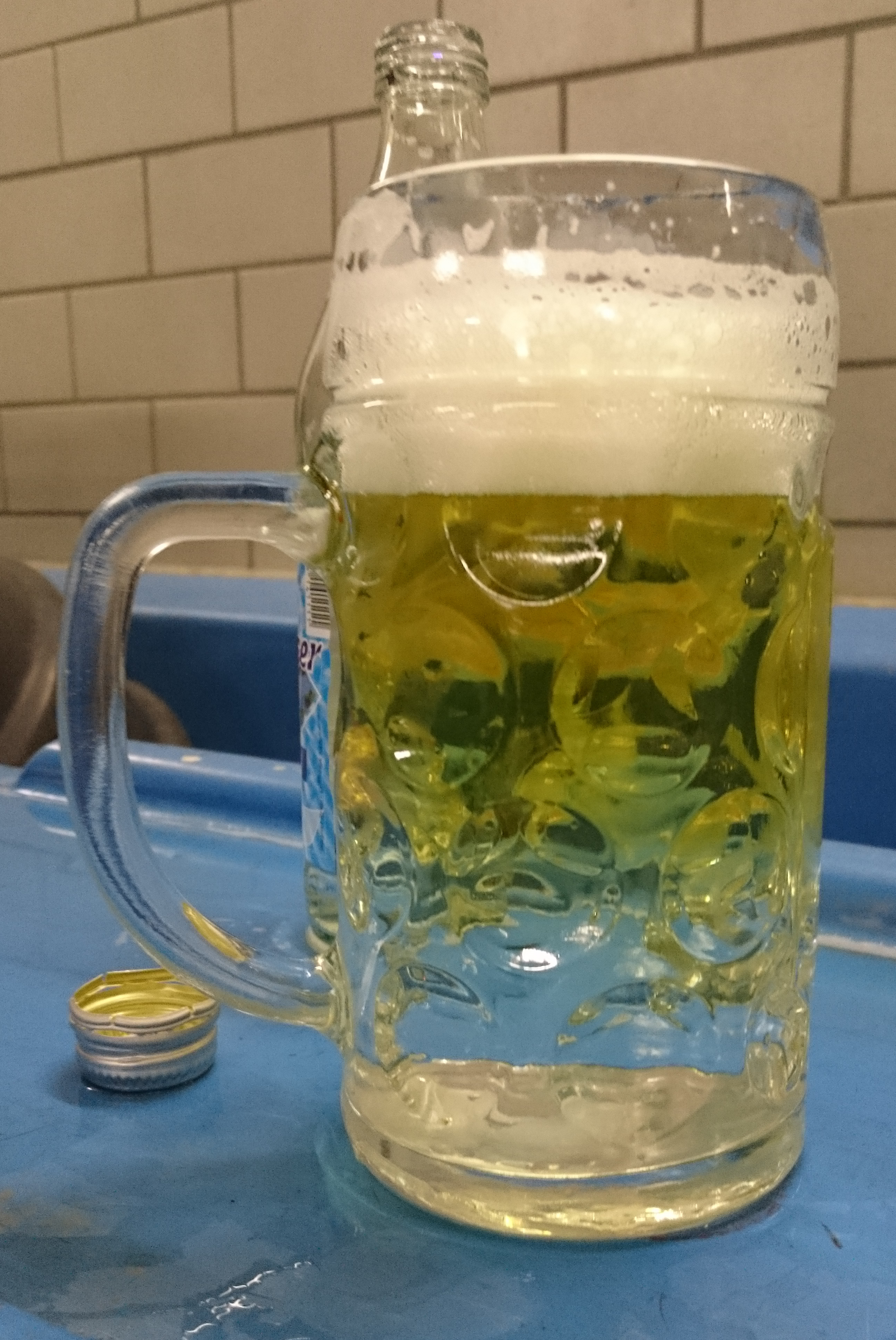
Radler

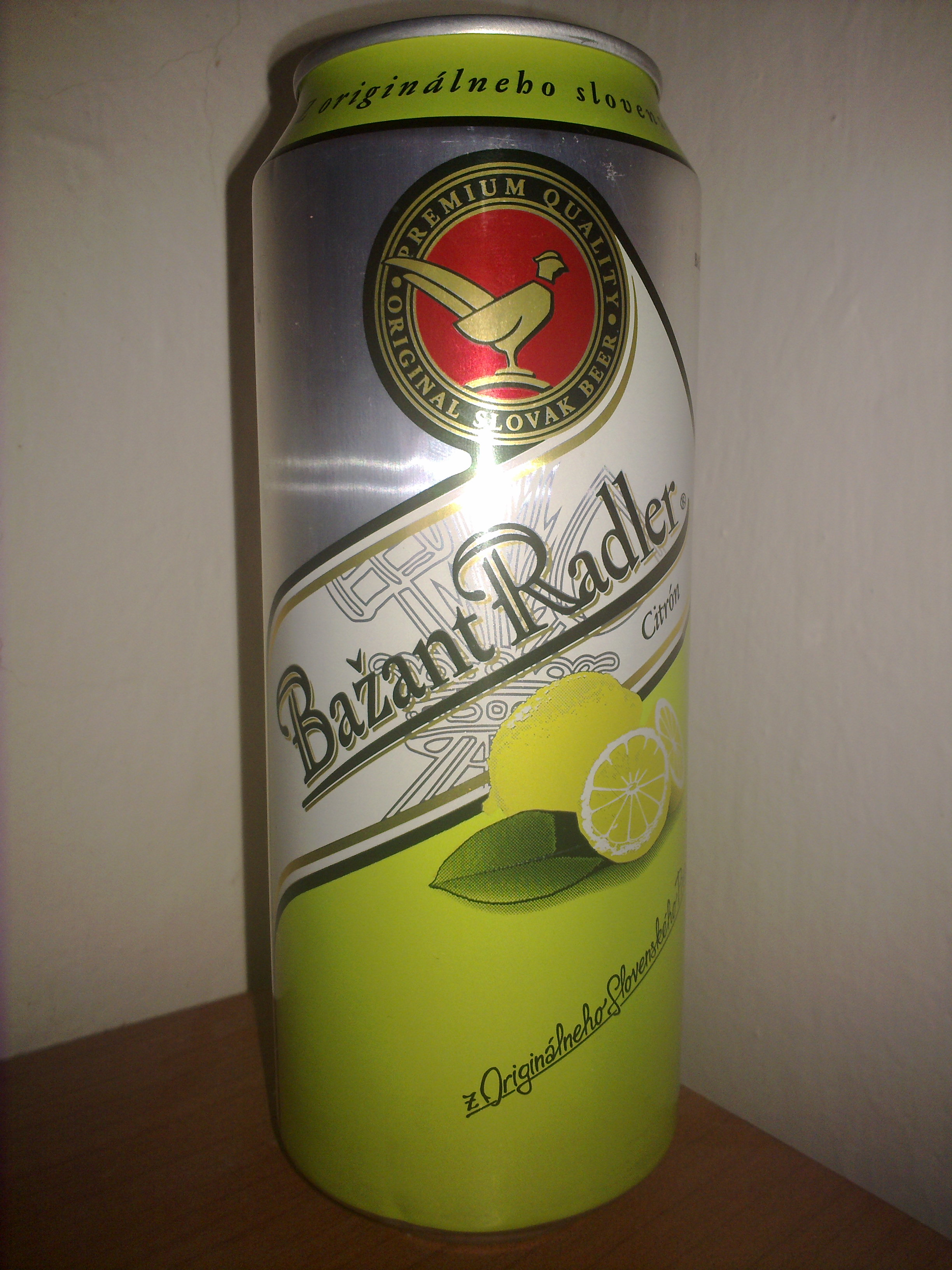
Bažant Radler

A radler egy italfajta amely világos sör és szénsavas limonádé keverékből áll. Többféle ízesítése lehetséges.
Számos országban léteznek hasonló italok, eltérő nevek alatt - így pl. a brit Shandy és a svájci - francia Panaché.
Alkoholtartalma szokásosan 2,5% alatt van, ezáltal bizonyos országokban nem számít szeszes italnak.

## A név eredete
A név eredete homályba vész. Valószínűleg tréfás utalás lehetett német nyelvterületen a kerékpárosokra, akik kerékpárra ülnek azután is, hogy sört fogyasztottak. igaz, nem "tisztán".

## Története
Az angol katonák által fogyasztott Shandy nevű italfajtája a 19. század végén lett ismert más országokban is. Egyes források szerint szociáldemokrata befolyás alatt álló kerékpáros-klubok tagjai már a századfordulón fogyasztották.
Németországban az ilyen ital gyártása elsőként Franz Xaver Kugler nevéhez fűződik, 1922-től.
A radlerek előállításában jelentős szerepet játszik a Heineken, leányvállalataival együtt.
Magyarországon csupán az ezredforduló óta ismert italfajta; Magyarországon is gyártják.